# Edward Malet
Edward Malet, född den 10 oktober 1837, död den 29 juni 1908, var en brittisk diplomat, sonson till Charles Malet, svärson till Francis Russell, 9:e hertig av Bedford. 
Malet  inträdde 1854 på den diplomatiska banan och kom, efter tjänstgöring bland annat i Argentina, Washington, Konstantinopel och Lissabon, 1867 till Paris som ambassadsekreterare. Där förestod han tidvis brittiska ambassaden (1870-71) såväl under Paris belägring som sedan under kommunen och visade i många kritiska situationer mycken kallblodighet. Bland annat förde han i september 1870 på ambassadören lord Lyons uppdrag viktiga depescher genom de stridande arméernas linjer till Bismarck angående tilltänkta fredsunderhandlingar med den efter franska kejsardömets störtande tillsatta franska Nationella försvarsregeringen. 
Efter tjänstgöring 1871-78 i Peking, Aten och Rom var Malet sommaren 1878 chargé d'affaires i Konstantinopel (vid tiden för freden i San Stefano) samt diplomatisk agent och generalkonsul i Kairo under den kritiska tiden för Alexandrias bombardemang och fälttåget 1882. Malet var 1883-84 envoyé i Bryssel och 1884-95 brittisk ambassadör i Berlin samt tog därvid bland annat verksam del i förhandlingarna på Kongokonferensen 1884-85 och på Samoakonferensen 1889. 
Malet var 1900-06 medlem av internationella skiljedomstolen i Haag. Han adlades 1881 och ärvde 1904 baronetvärdighet. Sina levnadsminnen skildrade Malet livfullt i memoarverket Shifting scenes (1901; "Ur en engelsk diplomats minnen", 1906).